# Кухиња (Малацки)
Кухиња (слч. Kuchyňa) насељено је мјесто са административним статусом сеоске општине (слч. obec) у округу Малацки, у Братиславском крају, Словачка Република.

## Становништво
| Година:    | 1994. | 2004.   | 2014.   | 2024.   |
| ---------- | ----- | ------- | ------- | ------- |
| Број људи: | 1581  | 1626    | 1691    | 1798    |
| Разлика:   |       | +2,84 % | +3,99 % | +6,32 % |

| Година:    | 2023. | 2024. |
| ---------- | ----- | ----- |
| Број људи: | 1798  | 1798  |
| Разлика:   |       | +0 %  |

Према подацима о броју становника из 2024. године насеље је имало 1798 становника.